# Жировоск
Жирово́ск (адипоци́р) — трупный воск или жир, своеобразное жировое вещество, в которое иногда превращаются трупы, преимущественно находящиеся во влажной среде, при отсутствии или недостатке воздуха, в том числе в текучей воде. Процесс этого превращения называется омылением и происходит путём анаэробного бактериального гидролиза.
В жировое вещество обращаются обыкновенно кожа, грудь, мышцы и мозг. Лёгкие же, печень, кишечник, селезёнка, почки и матка сгнивают.

## История
Жировоск был впервые описан сэром Томасом Брауном в его дискурсе «Гидриотафия, захоронение в урнах» (1658).
Первое подробное описание жировоска появилось в работе Фуркруа и Турэ только в 1786 году, после того как они столкнулись с ним при вскрытии могил на кладбище Невинных в Париже, на котором в то время существовали общие могилы в 10 м глубины и 6 м длины и ширины. В течение трёх лет, до момента исследования Фуркруа и Турэ, в них опустили от 1000 до 1600 гробов. Гробы ставились прямо один на другой, и могилы не зарывались, вследствие чего находившиеся в них трупы превратились целиком, за исключением костей и волос, в это жировое вещество, которое при ближайшем исследовании оказалось состоящим главным образом из аммиачного мыла.
В 1825 году врач и лектор Аугустус Гранвилл сделал из жировоска мумии свечи и использовал их для освещения помещения, где читал лекцию о результатах вскрытии мумии. Гранвилл, по-видимому, думал, что материал, из которого он изготовил свечи, использовался для сохранения мумии, а не являлся продуктом омыления мумифицированного тела.

## Внешний вид и свойства
Жировоск представляет собой зернистую массу серовато-белого цвета легче воды с сальным блеском, с характерным запахом прогорклого сыра, которая легко режется ножом, легко плавится, на бумаге оставляет жирные следы, а при высыхании крошится. Консистенция бывает различной: твёрдой, мылообразной и даже творожистой. Внешние формы тела и волосы на голове трупа сохраняются, однако на месте суставных сумок, надкостницы и внутренних органов обнаруживаются комки жировосковой массы неправильной формы.

## Применение
В XIX веке были предприняты попытки выделить из этой массы жирную кислоту (главным образом пальмитиновую) и использовать её для технических целей, например для выделки свечей и т. п.

### Использование в судебной медицине
При исследовании трупа или его частей, находящихся в состоянии жировоска, могут быть обнаружены следы ранее причинённых повреждений, следы некоторых ядовитых веществ и других изменений, имеющих значение для судебно-медицинской экспертизы. Большое судебно-следственное значение имеет возможность сравнительно лёгкого опознания трупа в состоянии жировоска. По выраженности жировоска в целом трупе или в частях расчленённого трупа можно приблизительно оценить минимальный срок, истекший с момента наступления смерти.